# Estació de Rajadell
L'Estació és un nucli format al voltant de l'estació de Rajadell de ferrocarril propietat d'adif situada a l'oest de la població de Rajadell a la comarca del Bages. L'estació es troba a la línia Barcelona-Manresa-Lleida i hi tenen parada trens de la línia R12 dels serveis regionals de Rodalies de Catalunya, operat per Renfe Operadora.
Aquesta estació de la línia de Manresa o Saragossa va entrar en funcionament l'any 1860 quan va entrar en servei el tram construït per la Companyia del Ferrocarril de Saragossa a Barcelona entre Manresa (1859) i Lleida.
L'any 2016 va registrar l'entrada de 1.000 passatgers.

## Serveis ferroviaris
| Rodalia de Lleida      |                    |       |         |                           |
| Procedència/Destinació | <                  | Línia | >       | Procedència/Destinació    |
| Lleida Pirineus        | Aguilar de Segarra |       | Manresa | Terrassa Estació del Nord |